# 拝啓、薔薇色な日々よ
「拝啓、薔薇色な日々よ」（はいけい、ばらいろなひびよ）は、日本のヴィジュアル系バンド、R指定が2010年1月20日に発売した、通算4枚目となるシングル。

## 概要
- 2010年、第1弾シングル。前作「國立少年」から3か月ぶりのリリースとなった。
- 1stオリジナルアルバム『人間失格』の先行シングル。

## 収録曲
1. 拝啓、薔薇色な日々よ
シングルとしては珍しく、PVが製作されていない。
2. 未練哀愁歌
後に、2ndアルバム『日本沈没』の初回限定盤に、別バージョンが収録された。なお、オリジナルバージョンは現在もアルバムに収録されておらず、本作のみに収録されている。
3. 盲目ブギー

## 収録アルバム
オリジナルアルバム
- 『人間失格』(#1)
- 『日本沈没』(#2,別バージョン、初回限定盤のみ)

| スタブアイコン | サブスタブ | この項目は、まだ閲覧者の調べものの参照としては役立たない、シングルに関連した書きかけの項目です。この項目を加筆・訂正などしてくださる協力者を求めています（P:音楽/PJ:楽曲）。 |